# Delta City Belgrado

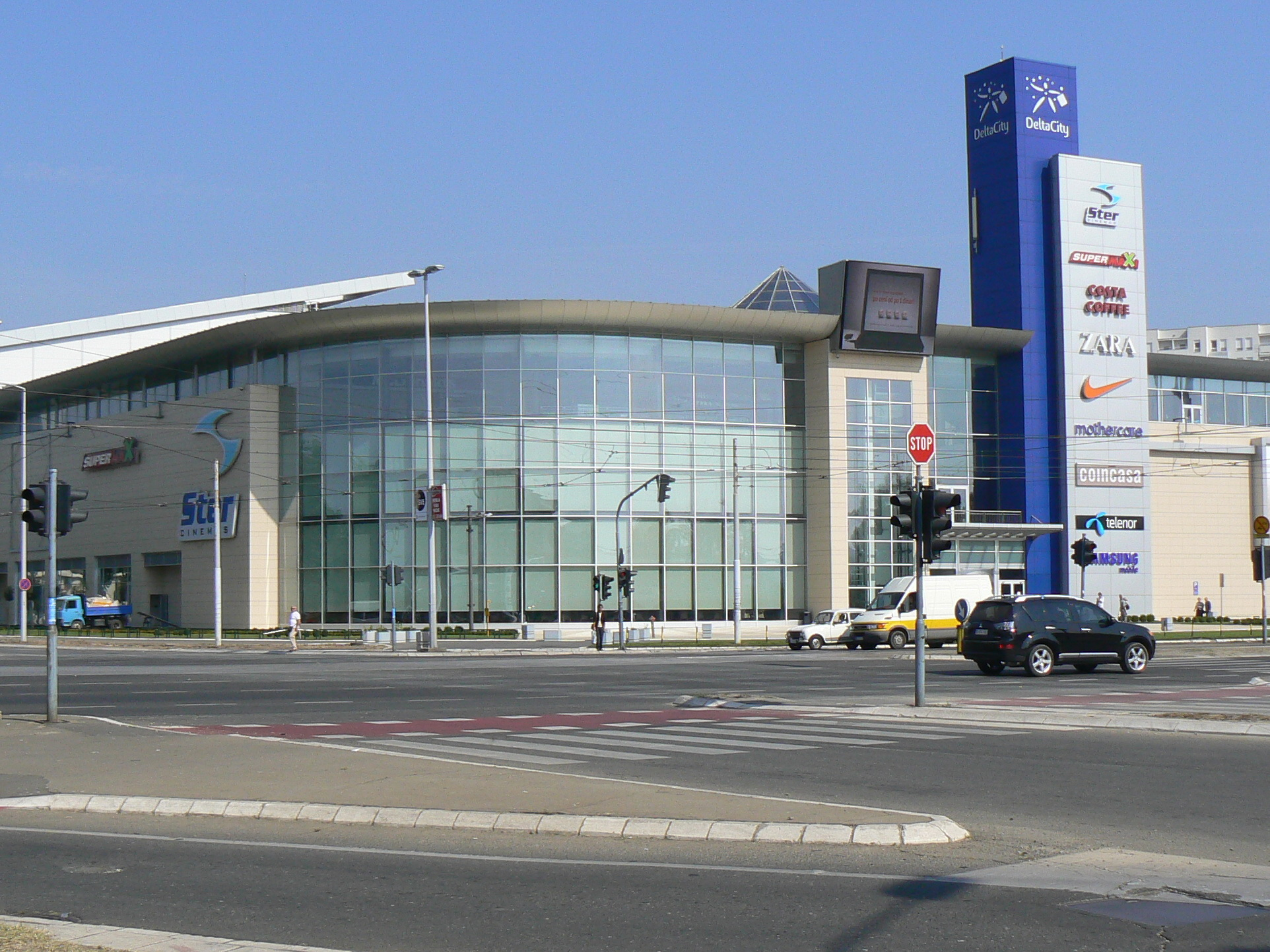
Delta City Belgrado, centro comercial en Belgrado

El Delta City Belgrado es un centro comercial en Belgrado cuya construcción comenzó el 22 de marzo de 2006 El complejo es administrado por Delta City, propiedad de Delta Holding, un conglomerado de Serbia. Diseñado por los arquitectos MYS de Israel, el proyecto costó € 74 millones. Delta City abrió el 1 de noviembre de 2007. Delta City de Belgrado se encuentra en Nuevo Belgrado Blok 67. Su superficie construida es de 87.000 m², siendo el primer centro comercial de su tamaño en Serbia. Su superficie bruta alquilable total es de 30.000 m².